# Худяк Раїса Аврамівна
Раїса Аврамівна Худяк (5 вересня 1931, Хитці) — український історик, дослідниця історії соціально-економічного розвитку України новітнього часу.

## Біографія
Народилася 5 вересня 1931 року в селі Хитцях (нині Гадяцького району Полтавської області). 1951 року закінчила Гадяцьке педагогічне училище. У 1951–1952 роках працювала вчителем української мови у Веприцькій середній школі Полтавської області. 1956 року закінчила історичний факультет Харківського педагогічного інституту. У 1956–1959 роках працювала вчителем історії в середніх школах Харківської та Полтавської областей. У 1959–1962 роках — аспірантка, у 1962–1980 роках — молодший науковий співробітник відділу історії соціалістичного і комуністичного будівництва, у 1980–1986 роках — відділу історії розвинутого соціалізму Інституту історії АН УРСР. У 1965 році, під керівництвом кандидата історичних наук С. М. Бєлоусова, захистила кандидатську дисертацію на тему: «Піднесення матеріального добробуту та культурно-технічного рівня робітників вугільної промисловості Донбасу (1951–1955 рр.). На матеріалах Донецької і Луганської областей».

## Наукова діяльність
Досліджувала питання охорони здоров'я трудящих та охорони природи. Опублікувала близько 60 праць. Серед них:
- Охорона здоров'я трудящих Української РСР (1946–1958 рр.) // Історичні дослідження. Вітчизняна історія. Випуск 4. — Київ, 1978;
- Вклад трудящих Української РСР в охорону навколишнього середовища // УІЖ. — 1985. — № 1.